# Flatøy
Flatøy este o localitate din comuna Meland, provincia Hordaland, Norvegia, cu o suprafață de 2,2 km² și o populație de 426 locuitori (2013).